# Alterlove
Pour plus de détails, voir Fiche technique et Distribution.
Alterlove est un film français réalisé par Jonathan Taïeb et sorti en 2025.

## Synopsis
Paris, de nos jours, dans un bistrot typique. Une jeune femme désabusée rencontre un jeune homme charismatique. Ils se lancent dans un rendez-vous spontané et non conventionnel, rempli de légèreté, de thérapie destructrice et de conversations profondes. En explorant la ville ensemble, ils découvrent un lien qui transcende les normes et les attentes sociales, remettant en question le sens de l'amour et des relations dans le monde moderne.

## Fiche technique
Sauf indication contraire, les informations mentionnées dans cette section peuvent être confirmées par les bases de données cinématographiques IMDb et Allociné,  présentes dans la section « Liens externes ».
- Titre original : Alterlove
- Réalisation et scénario : Jonathan Taïeb
- Musique : Carioca et Ruben
- Décors : Izaac Lacoue-Labarthe
- Costumes : Eloy Velaine
- Photographie : Larry Rochefort
- Son : Matthis Goldfain, Christophe Colson, Rémi Gauthier et Benjamin Jaussaud
- Montage : Anthony Robin
- Production : Damien Beacco, Koskas Paul-Maxime et Jonathan Taïeb
  - Coproduction : Boris Baum
  - Production associée : David Obert et Chlagou Sami
- Société de production : Annexe 3
- Société de distribution : Perspective 7 (France)
- Pays de production :  France
- Langue originale : français
- Format : couleur — 2:1 — son 5.1
- Genre : comédie romantique, comédie dramatique
- Durée : 90 minutes
- Dates de sortie :
  - Allemagne : 25 octobre 2024 (Hof-sur-Saale)
  - France : 23 avril 2025

## Distribution
- Kim Higelin : Elle
- Victor Poirier : Lui
- Jérémy Kapone : Jules
- Jean Adrien : le présentateur du karaoké
- Gunther van Severen : Gunther
- Isabelle Tanakil : la chanteuse
- Ekaterina Rusnak : l'accueil dans le noir
- Christophe Lambert : le chauffeur taxi
- Zoé Adjani-Vallat : la fille du métro

## Production
Le tournage a eu lieu à Paris, et l'intégralité du film a été tourné en dix nuits étendues sur deux semaines en février 2024, avec un budget de 300 000 euros.

Alterlove est sorti le 23 avril 2025. À Paris, le Grand Rex obtient l'exclusivité.